# Dong Yuan
Dong Yuan, chinesisch 董源, Pinyin Dǒng Yuán, W.-G. Tung Yüan, Tzü Shuda [叔達], Ehrenname Hao Pei-yüan [柏源] (* ca. 932 oder 934 in Zhongling, dem heutigen Jinxian; † ca. 962) war ein chinesischer Maler.

## Leben
Dong Yuan arbeitete als Verwaltungsbeamter und war im südlichen Tang-Königreich (chinesisch 南唐, Pinyin Nán Táng), der Fünf-Dynastien- und Zehn-Königreiche-Zeit aktiv und arbeitete in Nanjing, einem Zentrum für Kultur und Kunst. Nach dem Fall von Li Houzhu 李煜,  Lǐ Yù, des letzten Herrschers der Tang-Dynastie, war er für die Sungkaiser tätig. Er war vor allem für seine Landschaftsgemälde bekannt und verkörperte den eleganten Stil, der in den nächsten Jahrhunderten zum Standard der Pinselmalerei in China werden sollte. Gemeinsam mit seinem Schüler Juran (chinesisch 巨然, W.-G. Chü-jan) gilt er als Anhänger der von Wang Wei (chinesisch 王維 / 王维, Pinyin Wáng Wéi) begründeten südlichen Schule der Landschaftsmalerei. Der Maler Mi Fu, der berühmt war für seine nebligen Landschaftsmalereien und seine Kalligrafie, galt als sein Nachfolger. Zu seiner Lebenszeit war Dong Yuan sehr bekannt, da seine Art zu schreiben und zu malen neu waren. Als er im Jahre 962 n. Chr. starb, war er gerade 28 Jahre alt.
Dong Yuan schuf sehr stimmungsvolle atmosphärische Landschaftsbilder mit sparsamer Farbgebung. Über ihn und seinen Schüler Juran wurde angemerkt:

„[…] sie hätten so frei den Pinsel geführt, daß man auf ihren Bildern in der Nähe nur formlose Massen und Tuscheflecken erkennen konnte, aus einer gewissen Entfernung gesehen aber sei plötzlich in blühendem Licht eine Landschaft emporgetaucht, als blickte man fern in ein unbekanntes Land.“

Sein Malstil galt vielen nachfolgenden Generationen als Vorbild. Nach ihm wurde der „Tung Yüan Krater“ auf dem Planeten Merkur benannt.

## Werke (Auswahl)

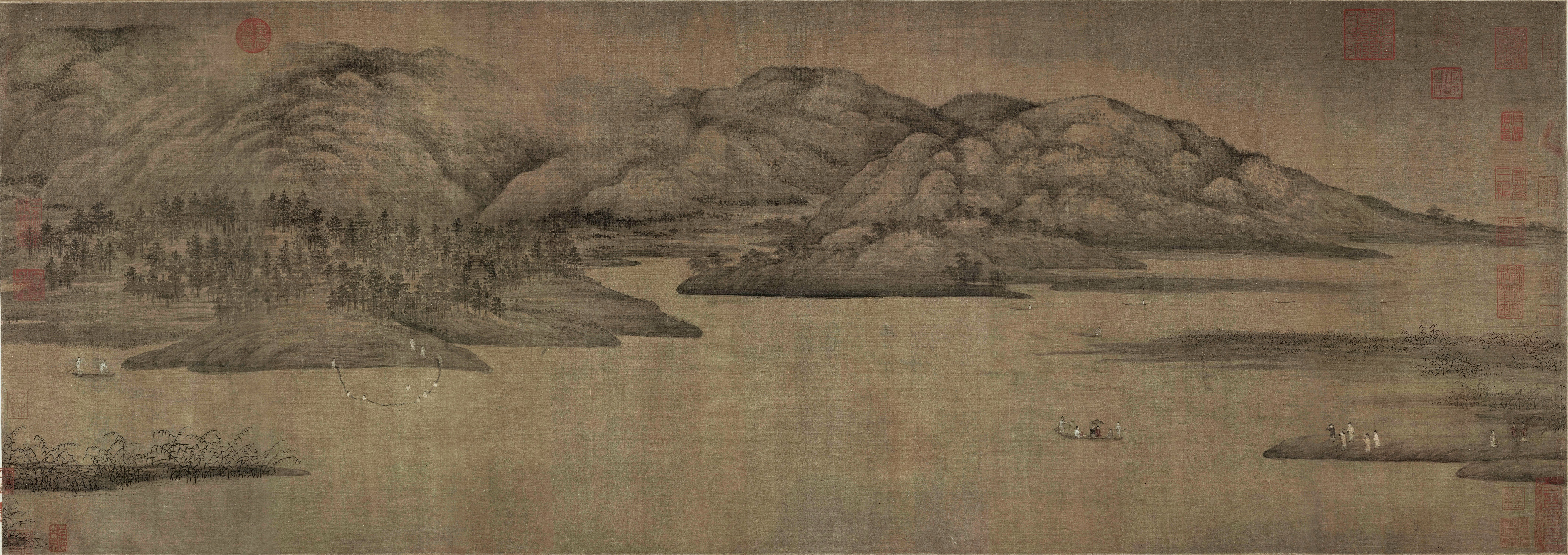
Xiao- und Xiang-Fluss

- Sonnenuntergang (ein Dorf, das im Abendlicht aus den Tiefen des Bildes hervorschimmert, im Hintergrund ferne Berggipfel)
- Berglandschaft an gewundenem Strom (Taipeh, Nationalmuseum)

Vormals zugeschriebene Werke
- Tal bei klarem Wetter auch Flusstal am Sommertag (Boston, Museum of Fine Arts,[6] das Werk wird inzwischen einen späteren unbekannten Maler zugeschrieben)[7]